# 非已然語氣
非已然語氣（irrealis moods、縮寫 、非現實式/非實現狀/非實然/未來式）為语气的主要集合體，表明了說話人在說話時某種情況或動作不知道已經發生。與此相反，稱之為已然語氣。
每一種語言都有"非現實式"的語式。西北太平洋地區的原住民語言有多達五個層次的"非現實式"(unreality)。

## 主要非已然語氣

### 假設語氣
英語範例: "(如果我愛你...)" / "(我可以愛你嗎)"
假設語氣，有時也被稱為連接語氣(conjunctive mood)，在從屬子句(dependent clause)裡有幾種用法。例子包括討論到假設的或不可能的事件，表達意見或情感，或則表現禮貌的請求(確切的範圍是特定的語言)。一種假設語氣存在於英語，但它往往不是強制性的。例如："(我認為保羅吃一個蘋果)", Paul is not in fact eating an apple.(保羅其實也不是吃一個蘋果)。對比這一句"(保羅吃一個蘋果)"，其中動詞"to eat(吃)"為現在式，直陳語氣(indicative mood)。另一種方式，尤其是在英國英語中，表達了這句可能為 "(我認為保羅應該吃一個蘋果)"”，源於"Paul should eat an apple.(保羅應該吃一個蘋果)。 
在英語中虛擬語氣的其他用法，例如"(如果他不能夠獻一隻羊，因而為他的罪他就要獻...)"(钦定版圣经利未記5:7)，已經成為過時的用法。有一些語句比如"(我要確保他立即離開)"通常聽起來過於正式，而且往往已經被直陳語氣結構所取代，諸如"(我會確保[是]他立即離開)"。

### 條件語氣
英語範例: "I would love you.(我會愛你)"

## 外部連結
- Mood and Modality: Out of theory and into the fray

From SIL:
- deontic modality （页面存档备份，存于）
  - volitive modality （页面存档备份，存于）: (imprecative mood （页面存档备份，存于）, optative mood （页面存档备份，存于）)
  - directive modality （页面存档备份，存于）: (deliberative mood （页面存档备份，存于）, imperative mood （页面存档备份，存于）, immediate imperative mood （页面存档备份，存于）, jussive mood （页面存档备份，存于）, obligative mood （页面存档备份，存于）, permissive mood （页面存档备份，存于）, precative mood （页面存档备份，存于）, prohibitive mood （页面存档备份，存于）)
- epistemic modality （页面存档备份，存于）
  - judgment modality （页面存档备份，存于）: (assumptive mood （页面存档备份，存于）, declarative mood （页面存档备份，存于）, deductive mood （页面存档备份，存于）, dubitative mood （页面存档备份，存于）, hypothetical mood （页面存档备份，存于）, interrogative mood （页面存档备份，存于）, speculative mood （页面存档备份，存于）)
- irrealis modality （页面存档备份，存于）: (subjunctive mood （页面存档备份，存于）)
- Greek tenses （页面存档备份，存于）